# Marvelyne Wiels
Marvelyne Wiels (Curaçao, 15 mei 1963) is een Curaçaos politicus en was van 7 juni 2013 tot 23 december 2016 gevolmachtigd minister van Curaçao in Den Haag.
Marvelyne Wiels is de zus van de in 2013 vermoorde Helmin Wiels, doorliep de dr. Martin Luther Kingschool in Willemstad en studeerde aan De Haagse Hogeschool in Den Haag. Ze was internationaal werkzaam in de hotelbranche en later werkte ze van 1988 tot 2011 bij ABN Amro. Hierna begon ze een eigen consultancybedrijf op Curaçao. Op 7 juni 2013 werd Wiels namens Pueblo Soberano gevolmachtigd minister van Curaçao als opvolger van Roy Pieters. Na de formatie van het kabinet-Koeiman werd Eunice Eisden benoemd tot Wiels' opvolger op de post van gevolmachtigd minister.